# Ernst Kals
Ernst Kals (2 de agosto de 1905 - 2 de novembro de 1979) foi um oficial alemão que serviu durante a Segunda Guerra Mundial. Foi condecorado com a Cruz de Cavaleiro da Cruz de Ferro.

## Carreira

### Patentes
| Seekadett            | 1 de abril de 1925    |
| Fähnrich zur See     | 1 de abril de 1926    |
| Oberfähnrich zur See | 1 de maio de 1928     |
| Leutnant zur See     | 1 de outubro de 1928  |
| Oberleutnant zur See | 1 de julho de 1930    |
| Kapitänleutnant      | 1 de abril de 1935    |
| Korvettenkapitän     | 1 de agosto de 1939   |
| Fregattenkapitän     | 1 de junho de 1943    |
| Kapitän zur See      | 1 de setembro de 1944 |

### Condecorações
| Cruz de Ferro 2ª Classe            | 18 de dezembro de 1939 |
| Cruz de Ferro 1ª Classe            | 18 de dezembro de 1941 |
| Badge de Guerra dos U-Boots (1939) | 18 de dezembro de 1941 |
| Cruz de Cavaleiro da Cruz de Ferro | 1 de setembro de 1942  |

### Patrulhas
|       | U-Boot | Partida                | Partida | Chegada                 | Chegada | Dias     | Toneladas |
| ----- | ------ | ---------------------- | ------- | ----------------------- | ------- | -------- | --------- |
| 1     | U-130  | 1 de dezembro de 1941  | Kiel    | 16 de dezembro de 1941  | Lorient | 16 dias  | 14,971    |
| 2     | U-130  | 27 de dezembro de 1941 | Lorient | 25 de fevereiro de 1942 | Lorient | 61 dias  | 38,644    |
| 3     | U-130  | 24 de março de 1942    | Lorient | 6 de junho de 1942      | Lorient | 75 dias  | 13,092    |
| 4     | U-130  | 4 de julho de 1942     | Lorient | 12 de setembro de 1942  | Lorient | 71 dias  | 51,528    |
| 5     | U-130  | 29 de outubro de 1942  | Lorient | 30 de dezembro de 1942  | Lorient | 63 dias  | 34,407    |
| Total | Total  | Total                  | Total   | Total                   | Total   | 286 dias | 152 642 t |

### Sucessos
17 navios afundados num total de 111,249 GRT
3 navios de guerra auxiliares afundados num total de 34,407 GRT
1 navio danificado possuindo 6,986 GRT
| Data                   | U-Boot | Nome da Embarcação          | Toneladas | Nacionalidade   |       |
| ---------------------- | ------ | --------------------------- | --------- | --------------- | ----- |
| 10 de dezembro de 1941 | U-130  | Kirnwood                    | 3,829     | britânico       | SC-57 |
| 10 de dezembro de 1941 | U-130  | Kurdistan                   | 5,844     | britânico       | SC-57 |
| 10 de dezembro de 1941 | U-130  | Star of Luxor               | 5,298     | egípcio         | SC-57 |
| 13 de janeiro de 1942  | U-130  | Friar Rock                  | 5,427     | panamenho       | SC-64 |
| 13 de janeiro de 1942  | U-130  | Frisco                      | 1,582     | norueguês       |       |
| 21 de janeiro de 1942  | U-130  | Alexandra Høegh             | 8,248     | norueguês       |       |
| 25 de janeiro de 1942  | U-130  | Varanger                    | 9,305     | norueguês       |       |
| 27 de janeiro de 1942  | U-130  | Francis E. Powell           | 7,096     | norte-americano |       |
| 27 de janeiro de 1942  | U-130  | Halo (d.)                   | 6,986     | norte-americano |       |
| 11 de abril de 1942    | U-130  | Grenanger                   | 5,393     | norueguês       |       |
| 12 de abril de 1942    | U-130  | Esso Boston                 | 7,699     | norte-americano |       |
| 25 de julho de 1942    | U-130  | Tankexpress                 | 10,095    | norueguês       |       |
| 27 de julho de 1942    | U-130  | Elmwood                     | 7,167     | britânico       |       |
| 30 de julho de 1942    | U-130  | Danmark                     | 8,391     | britânico       |       |
| 9 de agosto de 1942    | U-130  | Malmanger                   | 7,078     | norueguês       |       |
| 11 de agosto de 1942   | U-130  | Mirlo                       | 7,455     | norueguês       | E-6   |
| 25 de agosto de 1942   | U-130  | Viking Star                 | 6,445     | britânico       |       |
| 26 de agosto de 1942   | U-130  | Beechwood                   | 4,897     | britânico       |       |
| 12 de novembro de 1942 | U-130  | USS Edward Rutledge (AP 52) | 9,360     | norte-americano | UGF-1 |
| 12 de novembro de 1942 | U-130  | USS Hugh L. Scott (AP 43)   | 12,479    | norte-americano | UGF-1 |
| 12 de novembro de 1942 | U-130  | USS Tasker H. Bliss (AP 42) | 12,568    | norte-americano | UGF-1 |
| Total                  | Total  | Total                       | 152,642   |                 |       |